# Norwegischer Fußballpokal der Männer 1953
Der norwegische Fußballpokal 1953 (kurz auch NM-Cup 1953 genannt) war die 48. Austragung des Fußballpokalwettbewerbs der Männer. Das Finale wurde am 25. Oktober 1953 im Ullevaal-Stadion in Oslo ausgetragen und von Lillestrøm SK bestritten, die zum ersten Mal im Pokalfinale antraten, und Viking Stavanger, die das Pokalfinale bereits zweimal verloren hatten (1933 und 1947). Viking sicherte sich seinen ersten Titel mit einem 2:1-Sieg im Finale. Der FK Sparta Sarpsborg war Titelverteidiger, schied jedoch in der vierten Runde gegen Stavanger IF aus.

## 1. Runde
| Datum      |                       | Ergebnis  |                      |
| ---------- | --------------------- | --------- | -------------------- |
| 20.06.1953 | Ålgård FK             | 4:1       | Klepp IL             |
| 21.06.1953 | AIK Lund              | 1:2       | FK Donn              |
|            | Asker SK              | 6:1       | Sinsen IF            |
|            | Askim FK              | 2:3       | IL Spartacus Oslo    |
|            | Aurskog IL            | 2:4       | Lisleby FK           |
|            | SK Baune              | 2:1       | Os TF                |
|            | IF Borg               | 0:1       | SK Snøgg             |
|            | SK Brage              | 2:0       | SK Wing              |
|            | Bryne FK              | 2:1       | FK Mandalskameratene |
|            | Clausenengen FK       | 2:1       | Kristiansund FK      |
|            | SK Djerv              | 1:2       | Fana IL              |
|            | SBK Drafn             | 4:0       | IL Flint             |
|            | Eik IF                | 1:2       | IF Pors              |
|            | Flekkefjord FK        | 4:1       | Start Kristiansand   |
|            | Fossekallen IL        | 0:3       | Vålerenga Oslo       |
|            | Fram Larvik           | 8:1       | Ulefoss SF           |
|            | Fredrikstad FK        | 4:0       | Sem IF               |
|            | FK Fremad Lillehammer | 6:3       | IL Trond             |
|            | FK Gjøvik Lyn         | 6:0       | Fet IL               |
|            | Greåker IF            | 3:2 n. V. | Sandefjord BK        |
|            | Hamar IL              | 8:0       | Stabæk IF            |
|            | Ham-Kam               | 3:3 n. V. | SK Tryggkameratene   |
|            | SK Hardy              | 0:3       | Brann Bergen         |
|            | Heimdal FK            | 0:1       | Ranheim IL           |
|            | IL Hødd               | 2:2 n. V. | SK Rollon            |
|            | FK Jerv               | 1:0       | IK Grane Arendal     |
|            | Jevnaker IF           | 3:1       | Vardal IF            |
|            | Kongsberg IF          | 0:4       | Frigg Oslo FK        |
|            | SFK Lyn Oslo          | 11:10     | Rjukan IL            |
|            | Molde FK              | 4:0       | SK Træff             |
|            | SK Nationalkameratene | 3:3 n. V. | FK Kvik Trondheim    |
|            | Neset FK              | 0:2       | SK Falken            |
|            | Nordnes IL            | 6:2       | IL Jotun             |
|            | Nymark IL             | 0:1       | Årstad IL            |
|            | Nærbø IL              | 2:1       | SK Jarl              |
|            | Odds BK               | 8:0       | Brevik IL            |
|            | SK Oslo-Odd           | 1:6       | Sarpsborg FK         |
|            | SK Rapid Moss         | 1:0       | Drammens BK          |
|            | Raufoss IL            | 6:2       | Skreia IL            |
|            | IL Runar Sandefjord   | 0:2       | Storms BK            |
|            | Sagene IF             | 4:2       | Nydalens SK          |
|            | Sandaker SFK          | 5:0       | Gresvik IF           |
|            | Selbak TIF            | 3:2       | Tønsbergs TF         |
|            | Solberg SK            | 5:1       | Blaker IL            |
|            | FK Sparta Sarpsborg   | 3:0       | SK Stag              |
|            | Spjelkjavik IL        | 0:5       | Langevåg IL          |
|            | SK Sprint-Jeløy       | 0:2       | Skeid Oslo           |
|            | Stavanger IF          | 4:3       | SK Djerv 1919        |
|            | Steinkjer FK          | 3:2       | Stjørdal IL          |
|            | Strømmen IF           | 4:0       | Funnefoss IF         |
|            | Strømsgodset IF       | 2:6       | Geithus IL           |
|            | IL Sverre             | 2:1 n. V. | SK Nessegutten       |
|            | IL Sørfjell           | 0:2       | IF Trauma            |
|            | Urædd FK              | 2:3       | Larvik Turn          |
|            | Vang IL               | 0:4       | Kapp IF              |
|            | SK Vard Haugesund     | 4:0       | SK Haugar            |
|            | Verdal IL             | 2:4       | SK Freidig           |
|            | Vestfossen IF         | 5:1       | Herkules IF          |
|            | Viking Stavanger      | 2:1       | SK Ulf               |
|            | FBK Voss              | 0:3       | IL Varegg            |
|            | FK Ørn                | 4:1 n. V. | Kvik Halden FK       |
|            | Østsiden IL           | 1:5       | Lillestrøm SK        |
|            | Aalesunds FK          | 2:4       | Ørsta IL             |
|            | Åsen SK               | 1:4       | Moss FK              |

### Wiederholungsspiele
| Datum      |                    | Ergebnis |                       |
| ---------- | ------------------ | -------- | --------------------- |
| ??.06.1953 | FK Kvik Trondheim  | 5:2      | SK Nationalkameratene |
|            | SK Rollon          | 4:1      | IL Hødd               |
|            | SK Tryggkameratene | 1:9      | Ham-Kam               |

## 2. Runde
| Datum      |                   | Ergebnis  |                       |
| ---------- | ----------------- | --------- | --------------------- |
| 28.06.1953 | Asker SK          | 4:1       | FK Fremad Lillehammer |
|            | Clausenengen FK   | 1:2       | SK Falken             |
|            | FK Donn           | 2:1       | Ålgård FK             |
|            | SBK Drafn         | 3:1 n. V. | Selbak TIF            |
|            | Fana IL           | 1:7       | IL Varegg             |
|            | Flekkefjord FK    | 3:1       | Bryne FK              |
|            | Frigg Oslo FK     | 0:2       | FK Sparta Sarpsborg   |
|            | Geithus IL        | 3:4 n. V. | Raufoss IL            |
|            | Jevnaker IF       | 0:1       | Strømmen IF           |
|            | Kapp IF           | 3:1       | SK Rapid Moss         |
|            | Larvik Turn       | 8:1       | Sandaker SFK          |
|            | Lillestrøm SK     | 5:2       | Greåker IF            |
|            | Lisleby FK        | 4:1       | SFK Lyn Oslo          |
|            | Moss FK           | 0:1 n. V. | FK Gjøvik Lyn         |
|            | Nærbø IL          | 0:5       | Viking Stavanger      |
|            | IF Pors           | 7:2       | FK Jerv               |
|            | Ranheim IL        | 2:1 n. V. | FK Kvik Trondheim     |
|            | SK Rollon         | 1:6       | Langevåg IL           |
|            | Sarpsborg FK      | 5:1       | Vestfossen IF         |
|            | Skeid Oslo        | 3:1       | FK Ørn                |
|            | SK Snøgg          | 0:9       | Fredrikstad FK        |
|            | Solberg SK        | 6:4 n. V. | Ham-Kam               |
|            | IL Spartacus Oslo | 2:3       | Odds BK               |
|            | Stavanger IF      | 4:1       | SK Baune              |
|            | Steinkjer FK      | 2:5 n. V. | SK Brage              |
|            | Storms BK         | 1:1 n. V. | Sagene IF             |
|            | IL Sverre         | 3:0       | SK Freidig            |
|            | IF Trauma         | 0:3       | Fram Larvik           |
|            | SK Vard Haugesund | 2:4       | Brann Bergen          |
|            | Vålerenga Oslo    | 2:5       | Hamar IL              |
|            | Ørsta IL          | 0:2       | Molde FK              |
|            | Årstad IL         | 1:6       | Nordnes IL            |

### Wiederholungsspiel
| Datum      |           | Ergebnis |           |
| ---------- | --------- | -------- | --------- |
| ??.07.1953 | Sagene IF | 4:1      | Storms BK |

## 3. Runde
| Datum      |                     | Ergebnis |                |
| ---------- | ------------------- | -------- | -------------- |
| 09.08.1953 | FK Sparta Sarpsborg | 5:0      | SBK Drafn      |
|            | Fredrikstad FK      | 2:3      | IF Pors        |
|            | Sagene IF           | 4:1      | Nordnes IL     |
|            | Strømmen IF         | 1:2      | Kapp IF        |
|            | Hamar IL            | 3:2      | Larvik Turn    |
|            | FK Gjøvik Lyn       | 2:0      | Sarpsborg FK   |
|            | Raufoss IL          | 0:3      | Asker SK       |
|            | Fram Larvik         | 2:0      | Solberg SK     |
|            | Odds BK             | 4:2      | FK Donn        |
|            | Viking Stavanger    | 7:0      | Flekkefjord FK |
|            | IL Varegg           | 0:2      | Stavanger IF   |
|            | Brann Bergen        | 2:1      | Lisleby FK     |
|            | Langevåg IL         | 1:6      | Skeid Oslo     |
|            | Molde FK            | 0:1      | Ranheim IL     |
|            | SK Brage            | 1:2      | Lillestrøm SK  |
|            | SK Falken           | 2:1      | IL Sverre      |

## 4. Runde
| Datum      |               | Ergebnis  |                     |
| ---------- | ------------- | --------- | ------------------- |
| 23.08.1953 | Skeid Oslo    | 2:3       | Fram Larvik         |
|            | Asker SK      | 2:0       | SK Falken           |
|            | Lillestrøm SK | 4:1       | FK Gjøvik Lyn       |
|            | Kapp IF       | 1:1 n. V. | Odds BK             |
|            | IF Pors       | 1:3       | Viking Stavanger    |
|            | Stavanger IF  | 1:0       | FK Sparta Sarpsborg |
|            | Brann Bergen  | 2:2 n. V. | Sagene IF           |
|            | Ranheim IL    | 1:0       | Hamar IL            |

### Wiederholungsspiele
| Datum      |           | Ergebnis |              |
| ---------- | --------- | -------- | ------------ |
| 30.08.1953 | Odds BK   | 5:3      | Kapp IF      |
| 06.09.1953 | Sagene IF | 2:1      | Brann Bergen |

## Viertelfinale
| Datum      |                  | Ergebnis |              |
| ---------- | ---------------- | -------- | ------------ |
| 20.09.1953 | Lillestrøm SK    | 2:1      | Fram Larvik  |
|            | Odds BK          | 0:2      | Asker SK     |
|            | Ranheim IL       | 3:1      | Stavanger IF |
|            | Viking Stavanger | 6:0      | Sagene IF    |

## Halbfinale
| Datum      |            | Ergebnis  |                  |
| ---------- | ---------- | --------- | ---------------- |
| 11.10.1953 | Ranheim IL | 0:3       | Lillestrøm SK    |
|            | Asker SK   | 1:1 n. V. | Viking Stavanger |

### Wiederholungsspiel
| Datum      |                  | Ergebnis |          |
| ---------- | ---------------- | -------- | -------- |
| 18.10.1953 | Viking Stavanger | 3:0      | Asker SK |

## Finale
| Viking Stavanger                            | Viking Stavanger | Lillestrøm SK | Lillestrøm SK |
| ------------------------------------------- | --- | --- | ------------- |
| Viking Stavanger                            | \| Finale \| \| 25. Oktober 1953 in Oslo (Ullevaal-Stadion) \| \| Ergebnis: 2:1 (1:0) \| \| Zuschauer: 31.102 \| \| Schiedsrichter: Øivind Helgesen \| \| Spielbericht \|                       | \| Finale \| \| 25. Oktober 1953 in Oslo (Ullevaal-Stadion) \| \| Ergebnis: 2:1 (1:0) \| \| Zuschauer: 31.102 \| \| Schiedsrichter: Øivind Helgesen \| \| Spielbericht \| | Lillestrøm SK |
| Viking Stavanger                            | Peder Svendsen – Bjarne Kindervåg, Lauritz Abrahamsen – Kåre Bjørnsen, Edgar Falch, Victor Bergsten – Kaare Ingvaldsen, Rolf Bjørnsen, Karl Bøe, Hilmar Paulsen (43. Jan Ørke), Håkon Kindervåg | Hans Kristiansen – Kjell Lund, Hans Hansen – Rolf Wahl, Ivar Christiansen, Svein Bergersen – Ivar Hansen, Ivar Wahl, Sverre Borgersen, Gunnar Arnesen, Gunnar Lund        | Lillestrøm SK |
| Viking Stavanger                            | 1:0 Knut Sørensen (24.) 2:0 Knut Sørensen (70.) | 2:1 Sverre Borgersen (80.) | Lillestrøm SK |
| Finale                                      | | |               |
| 25. Oktober 1953 in Oslo (Ullevaal-Stadion) | | |               |
| Ergebnis: 2:1 (1:0)                         | | |               |
| Zuschauer: 31.102                           | | |               |
| Schiedsrichter: Øivind Helgesen             | | |               |
| Spielbericht                                | | |               |